# Spe salvi

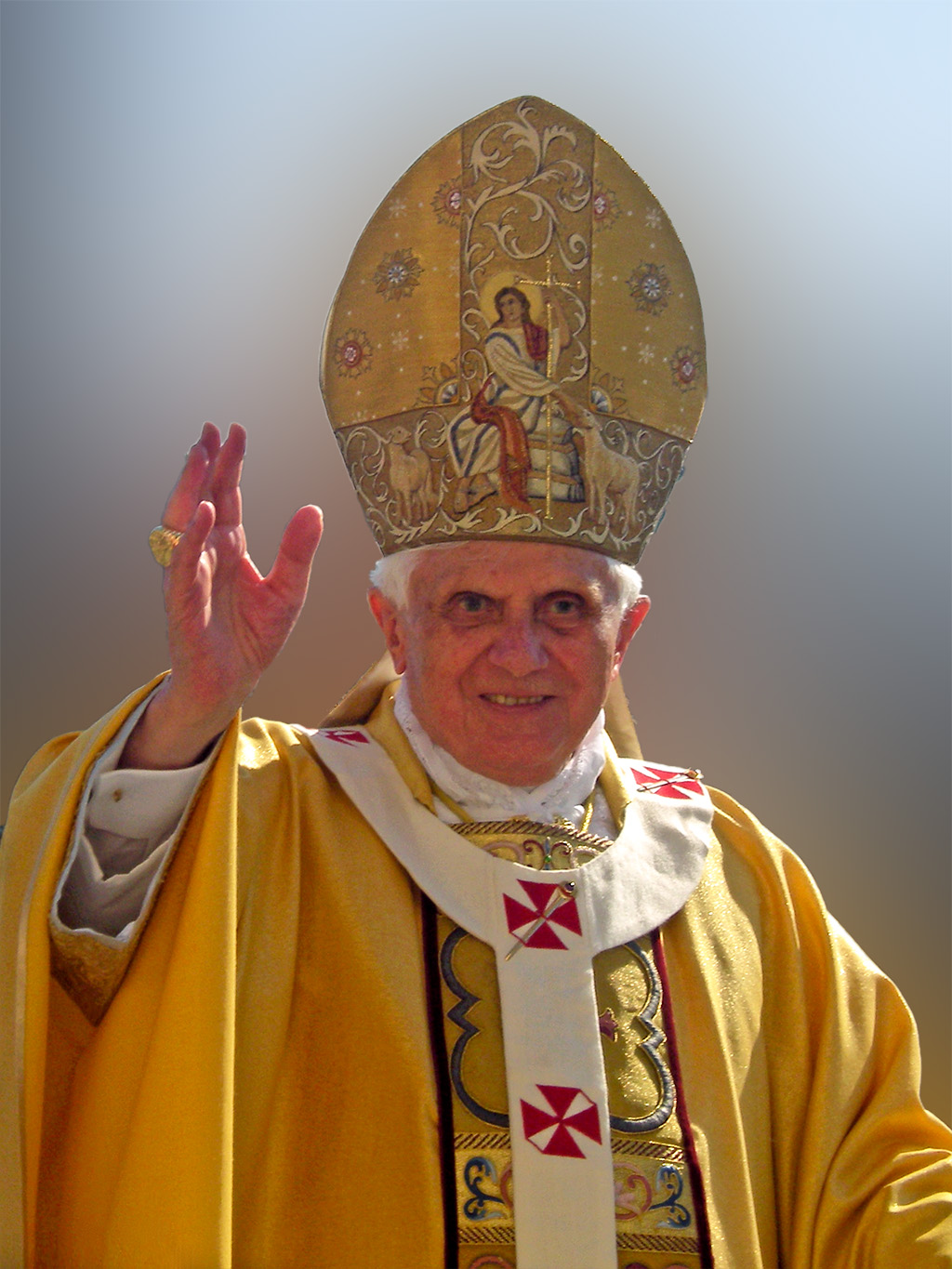
Encyklikan Spe salvi promulgerades av påve Benedikt XVI.

Spe salvi, latin ”I hoppet räddade”, är påve Benedikt XVI:s andra encyklika, promulgerad den 30 november 2007.
Encyklikans titel är inledningsorden i Romarbrevet 8:24: ”I hoppet är vi räddade – ett hopp som man ser uppfyllt är inte något hopp; vem hoppas på det han redan ser?” 